# ホルドルフ (ニーダーザクセン)
ホルドルフ (ドイツ語: Holdorf) は、ドイツ連邦共和国ニーダーザクセン州フェヒタ郡の町村（以下、本項では便宜上「町」と記述する）である。この町はオルデンブルガー・ミュンスターラントに位置し、ダンマー山地レジャー地域の一部である。

## 地理
ホルドルフはデュンマー自然公園の北西端、ダンメおよびダンマー山地の北西に位置している。

### 隣接する市町村
北から時計回りに以下の市町村と隣接する。ディンクラーゲ、シュタインフェルデ、ダンメ、ノイエンキルヒェン＝フェルデン（以上、いずれもフェヒタ郡）、ゲールデ、バートベルゲン（ともにオスナブリュック郡）。

### 自治体の構成
自治体ホルドルフは、アインハイツゲマインデ（単一自治体）であり、以下の10地区で構成されている。
| - ホルドルフ（首邑） - ランゲンベルク - フラッダーローハウゼン - ハンドルフ - ディークハウゼン | - グラムケ - シェーレンホルスト - ヴァールデ - イーホルスト - グランドルフ |

### 気候
ホルドルフでは、北海からの湿った北西風の影響を受け温帯海洋性気候が支配的である。ホルドルフの長期平均気温は8.5℃から9.0℃、年間平均降水量は約 700 mm である。5月から8月の間に平均20日から25日の夏日がある。

### 1974年8月16日から17日の気象災害
1974年8月16日から17日にかけての夜間、ホルドルフとその周辺市町村は8時間続く激しい雷雨に襲われた。この際、ビリヤードボールほどの大きさにまでなる雹が降り、何百万ユーロもの被害が生じた。

## 歴史
多くの墓の出土が、新石器時代から青銅器時代にこの場所で定住がなされていたことを示している。ホルドルフは、1188年に初めて文献に記録されている。ホルドルフの東に位置する新興住宅地「アム・ランガーヴェーク」からオルデンブルク地方で最大の中世初期の集落跡が発見された。特にホルドルフでの発掘で発見された8世紀から14世紀の、12棟のいわゆる「ラングホイゼン」（ロングハウス）の遺構が中世の定住を証明している。
1188年にオスナブリュックの聖堂参事レントフリートによって Holthorpe（現在のホルドルフ）の名が初めて文献に記された。1618年から1648年の三十年戦争の時代には、ホルドルフでも略奪や荒廃が起きた。この戦争を生き延びた人々は、戦争が引き起こした結果と戦わなければならなかった。農地や収穫が破壊されたことで多くの住民が飢え、ペストやその他の疫病が蔓延した。その後もホルドルフに安らぎは訪れなかった。ホルドルフ周辺地域はオルデンブルクの君主、オスナブリュック司教領主あるいはミュンスター司教領主の支配を受けた。最初の教会は、1736年に木組み礼拝堂の様式で建設された。1852年に現在のカトリックの聖ペーターおよびパウル教会が造られた。19世紀にホルドルフは、オルデンブルク南部全域がそうであるように、USA方面への劇的な移住の波にさらされた。この世紀の初めに独立したこの町では、1824年（人口約2300人）から1890年（人口約1500人）までの間に人口の約 33 % が失われた。1987年5月から1997年6月までにホルドルフの人口は約 21.6 % 増加し（cf. フェヒタ郡 19 %、ニーダーザクセン州 9.4 %）、6,000人を超えた。2023年1月1日現在の人口は 7,672人、このうち男性が 3,958人、女性が 3,714人である。

## 住民

### 宗教
2021年1月1日現在の宗教別人口分布は以下の通りである。
- ローマ＝カトリック: 4,504人 (60.26 %)
- 福音主義ルター派: 1,611人 (21.55 %)
- その他/無宗教: 1,359人 (18.18 %)

## 行政

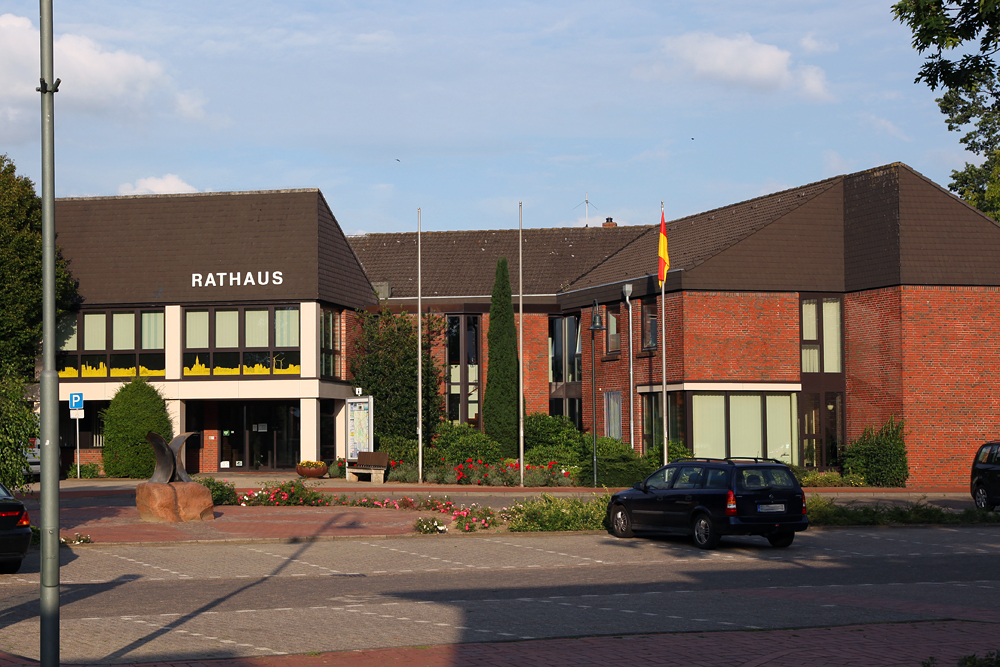
ホルドルフ町役場

### 議会
ホルドルフの町議会は20人の議員からなる。これは人口7,001人から8,000人の自治体における議員定数である。20人の議員は5年ごとの住民による選挙で選出される。この他に町長も町議会での投票権を有している。

### 首長
2004年6月13日からヴォルフガング・クルークが町長を務めている。彼は2004年、2011年、2019年の選挙に CDU推薦無所属で立候補した。2019年には 81.0 % の支持票を獲得して再選された。

### 紋章
ホルドルフの紋章は、金地に赤い糸紡ぎの輪のスポーク。糸紡ぎは、農家の内職の典型的な道具である。機織りの仕事はかつて、特にホルドルフにおいては内職として奨励されていた。

## 文化と見所

### 建築

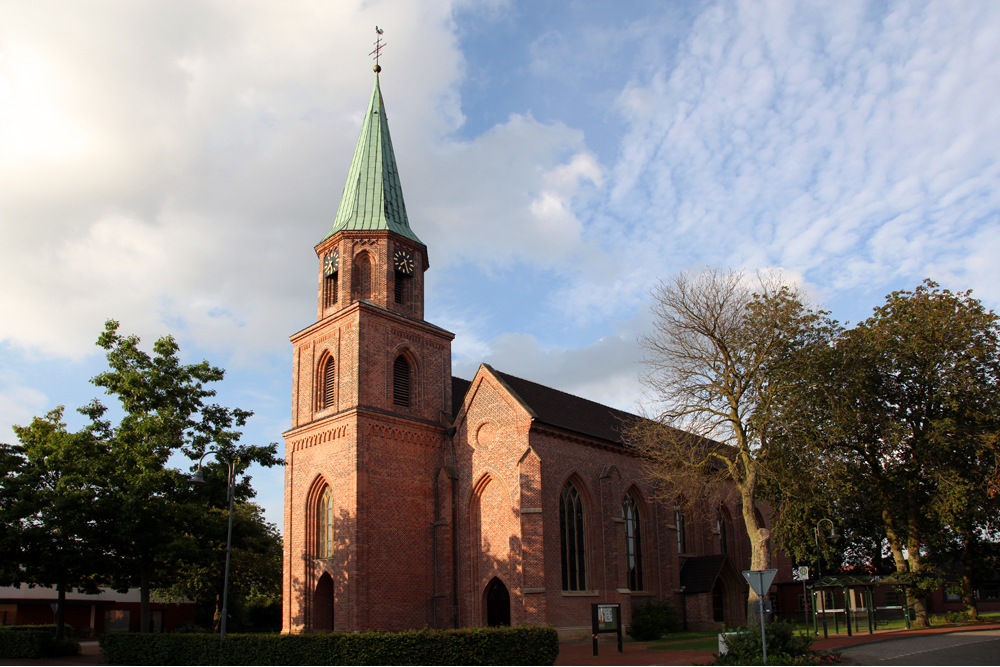
聖ペーターおよびパウル教会

- カトリックの教区教会聖ペーターおよびパウル教会。この教会はヒルガー・ヘルテルによってネオゴシック様式で建設され、1959年3月18日に献堂された。
- 精巧な木組み建築様式の官吏の館。最初の文書記録は1240年にまで遡る。
- バロック礼拝堂を持つグート・イーホルストは、1975年に修復された。アネッテ・フォン・ドロステ＝ヒュルスホフの曾曾祖母はここで育った。350 ha の広さを持つこの農場は1882年からフォン・シュペー伯家の所有となっている[5]。
- デルザブルクは、高度 107 m に位置するハンドルフの土塁城砦である[6]。作家ベルント・ケッセンスの戯曲「デルザブルクの白い奥方」にデルザブルクについて記述がある。この作品の初演は2007年12月14日であった。

### 学習路
1968年、フラッダーローハウゼンに環状路「樹木と自然」が整備された。この学習路はオルデンブルギシェ＝オストフリージシェ水利連合 (OOWV) の浄水場近くを通っている。ドイツの1989年以降の「年の樹」が中央の並木道沿いに植えられている。説明板には、「森」と「水（水利）」をテーマとする情報が記されている。
ダンマー山地の緩やかな斜面を流れ下るハンドルファー・ミューレンバッハの東と、ホルドルフ・バーンホーフ集落の境界の南に、2017年に自然学習路が再開された。この学習路は、森を抜け、最初の区間はハンドルファー・ミューレンバッハ川沿いに進む。12枚の案内板が土着の動植物についての情報を教えてくれる。この径沿いには体験活動の機会もある。この自然学習路の前身は、2002年に開通した。

### スポーツとレジャー

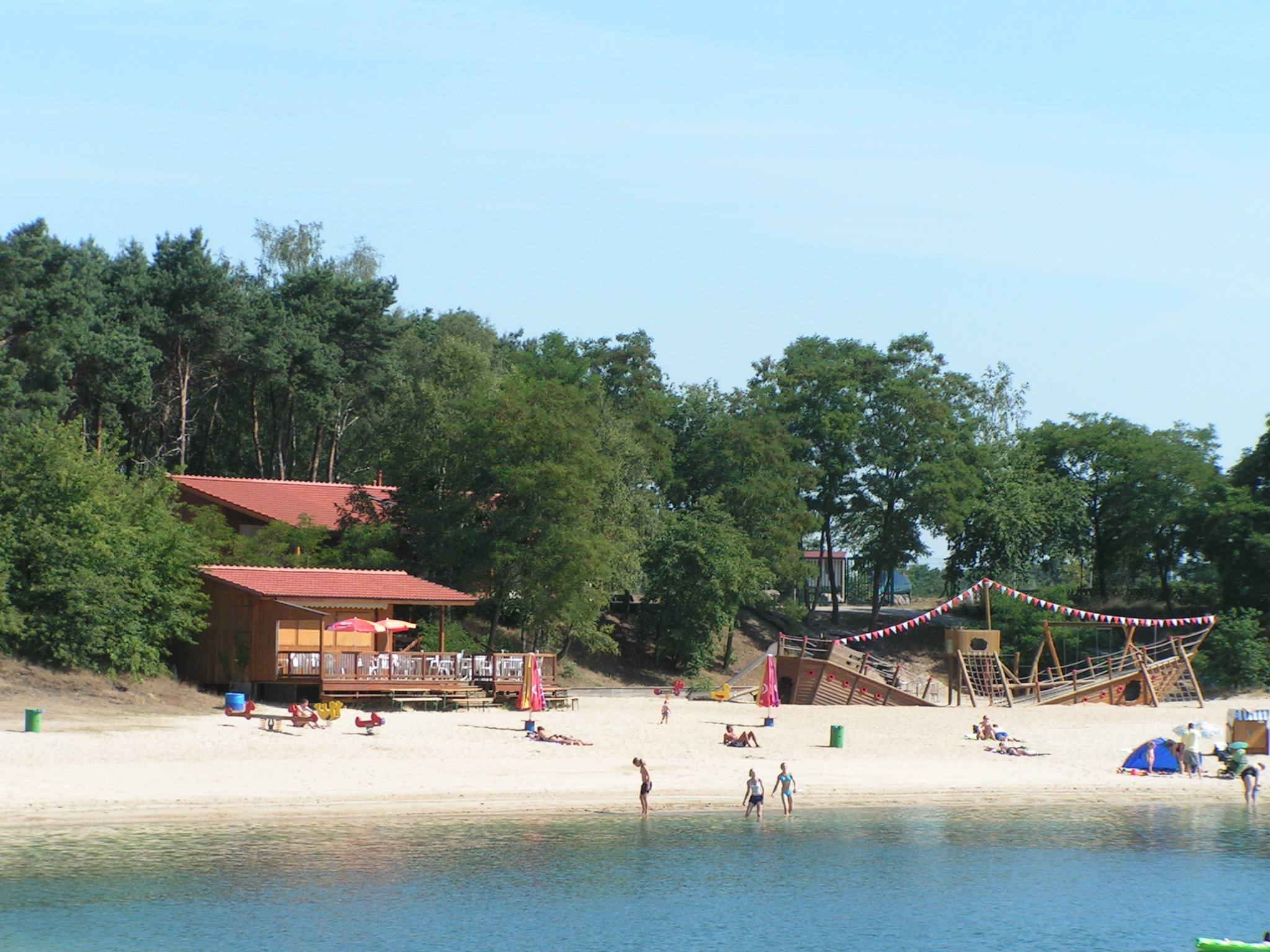
ハイデ湖のビーチ

#### ハイデ湖余暇・保養センター
砂のビーチを持つ広さ約 10 ha の自然水浴湖であるハイデ湖は、水浴、釣り、サーフィン、ダイビング、日光浴に利用される。水浴客の安全のために、ドイツ・ライフ・セービング協会ディンクラーゲ支部が活動している。食事を配達するキオスクもある。センターには大型遊覧船、滑り台、クライミング施設やシーソーを備えた子供向けの冒険遊戯広場が用意されている。

#### クラブ
ハイデ湖のすぐ近くに、多くの屋外・屋内コートを備えたホルドルフ・テニスコートがある。ここは、地元のテニスクラブが1976年から運営している。乗馬・騎馬クラブの敷地と乗馬ホールでは、馬と親しむ機会を提供している。この他にスポーツクラブがサッカー、ハンドボール、体操といったスポーツ種目を提供している。ハンドルフ＝ランゲンベルク地区には、サッカー、スポーツ一般、バドミントン、護身術といった種目を提供するクラブがある。

### 年中行事
2011年8月にカルクザントシュタイン湖に水上ステージがオープンした。このステージでは地元の音楽クラブが毎年湖上コンサートを開催している。ハイデ湖に隣接するカルクザントシュタイン湖は、このイベントの期間中以外は一般に公開されていない。
2001年からホルドルフ町は経済振興協会と共同で IGEHA（工業、産業、商業）を開催している。
ホルドルフ地区、フラッダーローハウゼン地区、ハンドルフ＝ランゲンベルク地区の射撃クラブは、毎年射撃祭を開催している。

## 経済と社会資本

### 経済
4週ごとに企業家の会合が行われている。連邦道214号線に5つの出口があるラウンドアバウトを建設することで産業地区「イン・デン・ヴィーゼン」はさらに開発が進むと予想されている。2019年の交通量調査ではこの交差点の通行者は10,600人であった。

### 産業地区

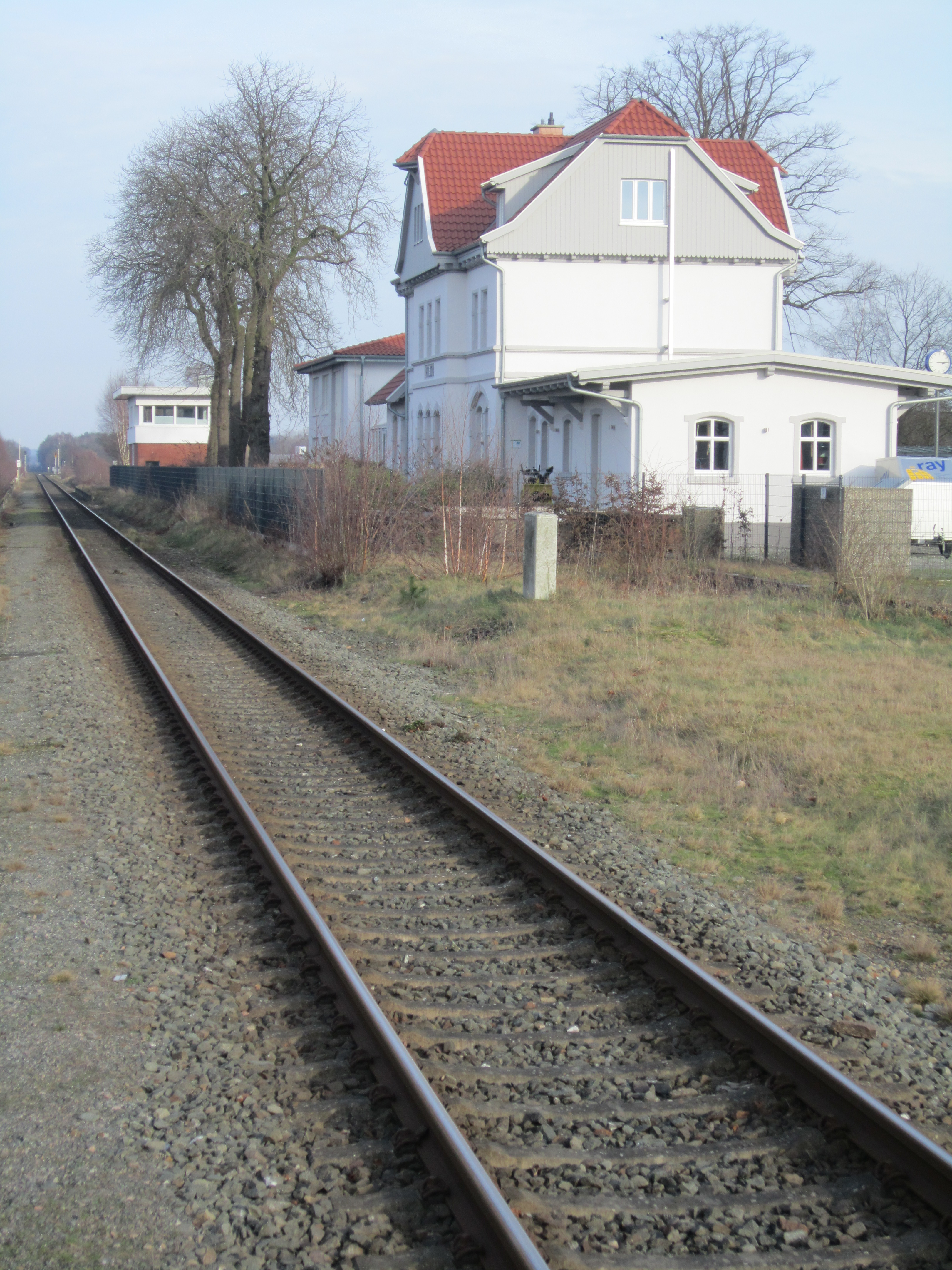
ホルドルフ駅

この町には、以下の産業地区がある。
- ホルドルフ＝オスト
- イン・デン・ヴィーゼン

### 交通
ホルドルフは、6車線に拡幅されているアウトバーン A1号線および連邦道 B214号線沿いに位置している。また町内を鉄道デルメンホルスト - ヘゼーペ線が通っており、駅では1時間ごとにノルトヴェストバーンが運行する RB 58（オスナブリュック - ブレーメン）が利用できる。駅での切符購入はホームの自動券売機で行う。
かつてはホルドルフからダンメを経由してボームテに向かう支線が分岐していた。この路線は、旧シュヴェーガーモーア駅を含めて完全に取り壊された。かつての軌道跡は、ホルドルとダンメとの間が自転車道として利用されている。
公共旅客交通はフェヒタ郡交通会社が担っている。フェヒタ郡はこの他に交通を補完し、定期公共交通やノルトヴェストバーンの駅への接続を行うために、デマンド型近郊交通 Moobil+ を運営している。

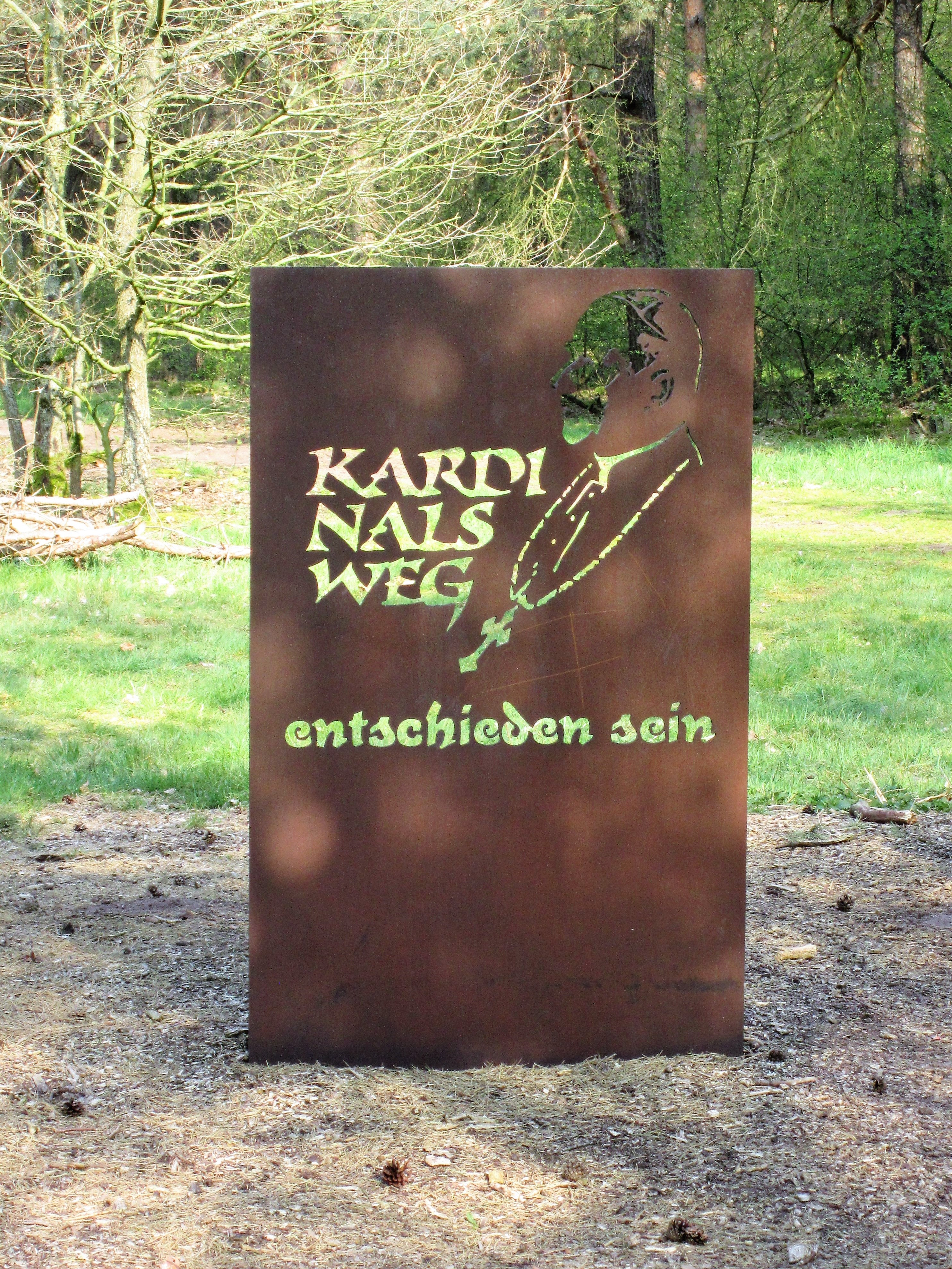
ミッデンドルフの十字架の前にある「entschieden sein」の碑

2018年に設けられた、ダンメの旧プリオラート聖ベネディクトを起点とし、ディンクラーゲ城を終点とする全長 24.1 km のカーディナルスヴェーク（直訳: 枢機卿の径）がホルドルフを通っている。この巡礼路は、ディンクラーゲ城で生まれ、列福された枢機卿クレメンス・アウグスト・グラーフ・フォン・ガーレンを記念して彼に捧げられた。カーディナルスヴェークのホルドルフでの見所には、ハイデ湖の南 900 m にある「森の礼拝堂」、ハイデ湖の南 300 m にあるミッデンドルフの十字架が挙げられる。ここでカーディナルスヴェークの4つの行程のうち2つが完了する。ここには、「entschieden sein」（直訳: 毅然とせよ）と銘が刻まれた鉄製の碑がある。
最寄りの空港は、ブレーメン空港（北に 90 km）とミュンスター/オスナブリュック空港（南に 70 km）である。大きな国際空港では、250 km 西にアムステルダム空港（スキポール空港）がある。

#### 道路網
- アウトバーン: 7.00 km
- 連邦道: 6.00 km
- 州道: 15.00 km
- 郡道: 15.00 km
- 町道: 102.00 km

出典: 

### メディア
平日には、オルデンブルギシェ・フォルクスツァイトゥング（フェヒタ郡）とノルトヴェスト＝ツァイトゥング（オルデンブルク郡）が刊行されている。週末には OM-ヴォーヘンブラットが刊行される。

### 教育
ホルドルフにはカトリック教会が運勢する保育園が3園と福音主義ルター派教会が運営する保育園が2園ある。カトリックの聖ドミニクス保育園（ホルドルフ地区）、カトリックの聖エリーザベト保育園（ホルドルフ地区）、カトリックの聖バルバラ保育園（ハンドルフ＝ランゲンベルク地区）、福音主義ルター派のマルティン・ルター保育園（ホルドルフ地区）、福音主義ルター派のカタリーナ・フォン・ボーラ保育園（フラッダーローハウゼン地区）である。基礎課程学校は町内に2校ある。ホルドルフ基礎課程学校（ホルドルフ地区）とバルバラ＝シューレ（ハンドルフ＝ランゲンベルク地区）である。さらにオーバーシューレもある。この学校は2018年からドイツの教育者ゲオルク・ケルシェンシュタイナーにちなんでゲオルク＝ケルシェンシュタイナー＝シューレと改名された。
2011年に設立されたホルドルフ教育オフェンシブは、ホルドルフの町や市民団体とともに、ある目標を立てた。それは、学校での地域研修の機会に注意喚起を行うことで、周辺の上級学校や大企業へ人材が流出することに対抗しようというものであった。ゲオルク＝ケルシェンシュタイナー＝シューレはホルドルフ市民団体と共同で教育区メッセ「Azubis für Azubis」で、生徒、保護者、一般の人々がホルドルフでの職業上の可能性について知る気化器医を与えている。

### 医療・健康
- 診療所 2院
- 歯科医 2院
- 理学療法のクリニック 多数
- 薬局 2箇所

### 防災
- ホルドルフには2つの消防団がある。